# Podi, Herceg Novi
Podi este un oraș din comuna Herceg Novi, Muntenegru. Conform datelor de la recensământul din 2003, orașul are 1199 de locuitori (la recensământul din 1991 erau 841 de locuitori).

## Demografie
În orașul Podi locuiesc 925 de persoane adulte, iar vârsta medie a populației este de 36,0 de ani (36,2 la bărbați și 35,9 la femei). În localitate sunt 370 de gospodării, iar numărul mediu de membri în gospodărie este de 3,53.
Populația localității este foarte eterogenă.